# Konsumtionsföreningen Hoppet

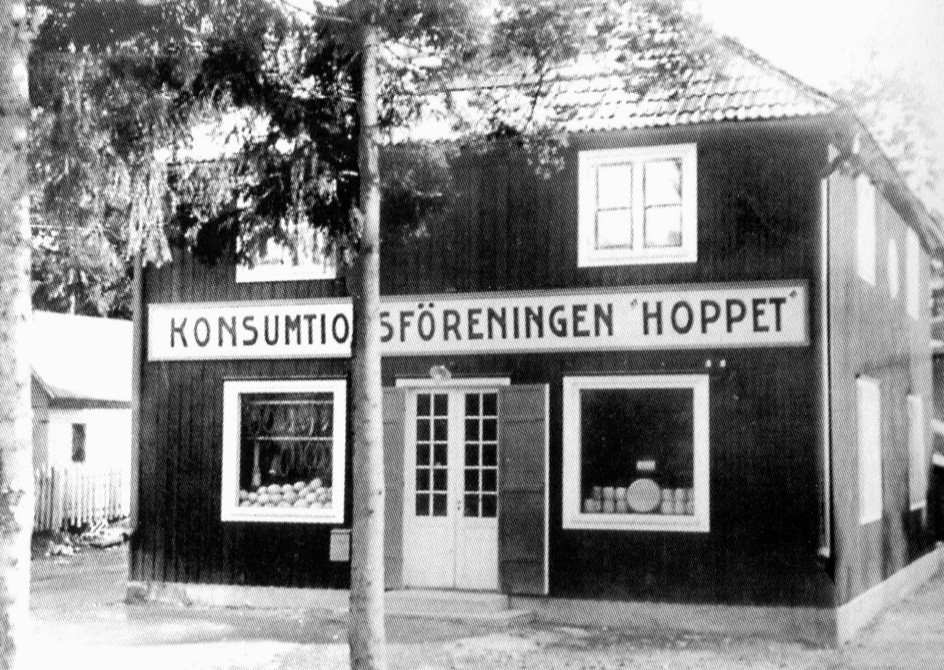
Konsumtionsföreningen Hoppet 1907.

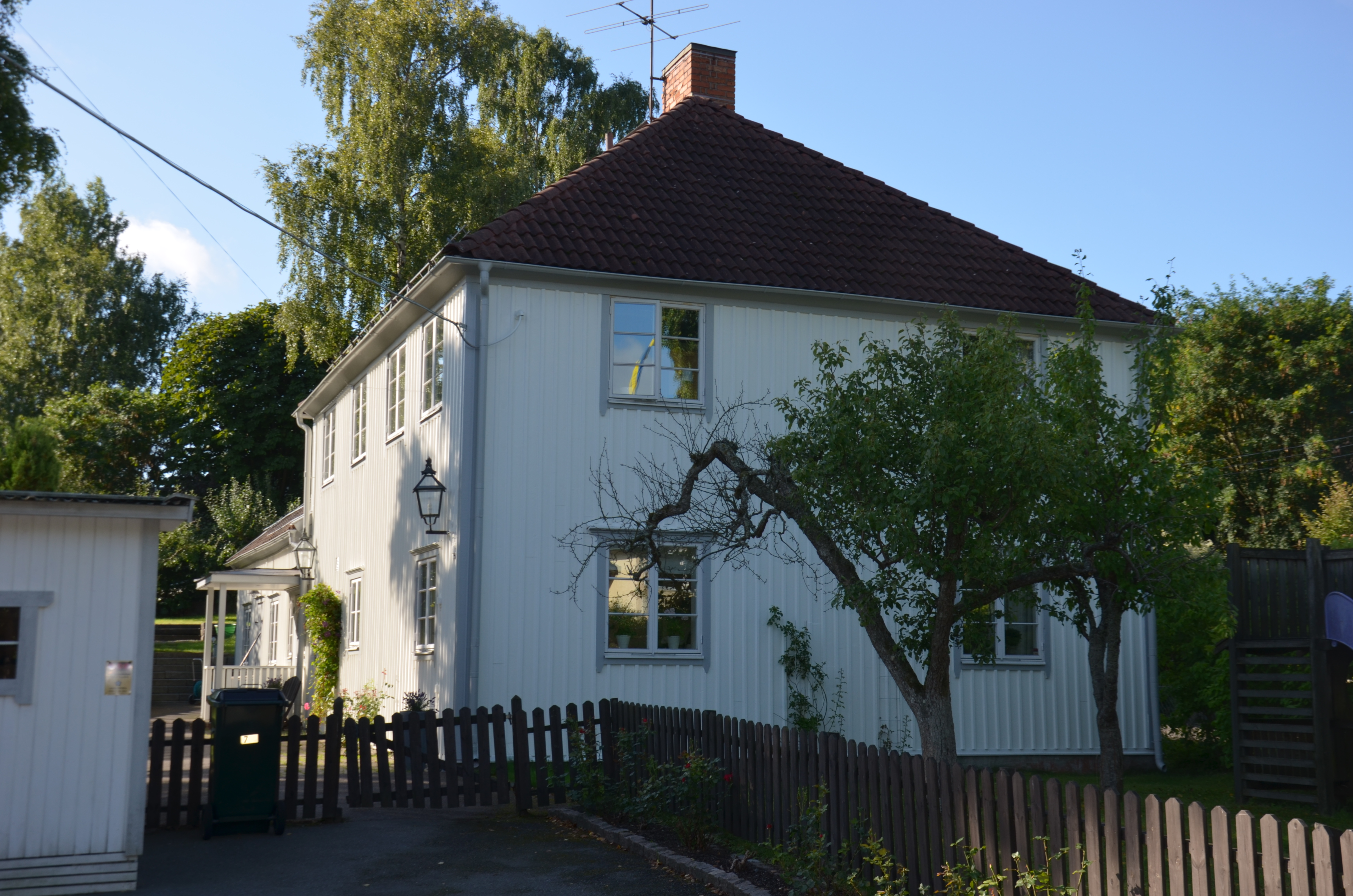
Tidigare Hoppets lokaler, 2013.

Konsumtionsföreningen Hoppet var en konsumtionsförening i Mälarhöjden i Stockholm.

## Historik
Konsumtionsföreningen Hoppet bildades 1907 av arbetare vid Olson & Rosenlunds snickerifabrik i Hägersten. Föreningen fick köpa en tomt för 2 000 kronor av företaget vid nuvarande Pettersbergsvägen 19, där en enkel byggnad uppfördes för försäljning av matvaror, husgeråd och textilvaror.
År 1923 uppfördes en större byggnad, med en tillbyggnad 1925. Fastigheten fick tre butikslokaler för respektive specerier, kött och charkuterier och mjölk och bröd. I huset inrymdes även en tvårumslägenhet för föreståndaren samt en samlingslokal. Arkitekter var Carl-Robert Lindström för den första byggnaden och Sixten A. Andréen för tillbyggnaden.
Konsumtionsföreningen Hoppet gick samman med Konsumtionsföreningen Stockholm 1925. År 1938 uppfördes en ny konsumbutik i omedelbar anslutning till ändhållplatsen för förortsbanan till Hornstull.  Den tidigare byggnaden för Konsumtionsföreningen Hoppet blev då privatbostad.
Fastigheten klassificerades i januari 2005 som gul (positiv betydelse för stadsbilden) av Stockholms stadsmuseum.